# يوليوس كاتز
يوليوس كاتز (بالإنجليزية: Julius Katz)‏ (و. 1925 – 1999 م) هو دبلوماسي، وسياسي من الولايات المتحدة الأمريكية.

## التعليم
تعلم في جامعة جورج واشنطن.